# Riduzione a temperatura programmata
La riduzione a temperatura programmata (TPR, dall'inglese temperature-programmed reduction) è una tecnica utilizzata per la caratterizzazione chimica dei materiali solidi. Essa si basa sulla riduzione del solido, realizzata comunemente tramite un flusso d'idrogeno, variando contemporaneamente la temperatura in modo predeterminato.
Tipicamente viene riportato in grafico il consumo di agente riducente in funzione della temperatura, ottenendo una serie di picchi ciascuno corrispondente a un distinto processo di riduzione riguardante un particolare componente chimico. Inoltre è possibile ricavare informazioni chimiche analizzando i prodotto gassosi generati (ad esempio l'acqua) con l'ausilio di un rivelatore a conducibilità termica o di uno spettrometro di massa. 
La riduzione a temperatura programmata, così come altre metodiche simili di reazioni in condizioni di temperatura programmata, vengono principalmente impiegate nello studio dei catalizzatori in fase solida: lavorando in condizioni operative simili a quelle a cui è destinato l'uso industriale del catalizzatore, è difatti possibile verificare in modo più realistico le caratteristiche chimiche e strutturali di quest'ultimo nelle condizioni d'uso.